# Tatra КТ6
Tatra KT6 — трёхсекционный сочленённый трамвай с низкопольной центральной секцией, разработанный чешским (чехословацким) предприятием «ЧКД».
КТ6 оснащён современным электрооборудованием, обеспечивающим энергоэффективность и надёжность. Благодаря своей манёвренности и плавному ходу, трамвай подходит для эксплуатации в условиях интенсивного городского движения.
Трамваи Tatra KT6 эксплуатировались в следующих странах:
- Чехия

- Словакия

- Россия

- Украина

- Казахстан

- Германия

- Латвия

- Эстония

Эта модель стала востребованной благодаря сочетанию современных технологий и традиционной надёжности бренда Tatra. 